# Vallée du Moudang
La vallée du Moudang est une haute vallée glaciaire de la chaîne de montagnes des Pyrénées, au-dessus de la ville de Saint-Lary-Soulan dans la vallée d'Aure, dans le département français des Hautes-Pyrénées en Occitanie.

## Géographie

### Situation
Orientée sud-nord, la vallée s'étend sur environ 9,5 km de longueur avec une largeur moyenne de 4,5 km.
La vallée du Moudang est coincée entre le vallon de Saux à l'ouest, la vallée du Rioumajou à l'est en vallée d'Aure, le vallon de Badet au nord et la vallée de Bielsa dans l'Aragon au sud.
Elle est comprise entièrement dans les communes de Tramezaïgues et d'Aragnouet.
La vallée est dans le massif de Suelza et son extrémité sud marque la frontière franco-espagnole.

### Topographie
La vallée du Moudang est surplombée au sud par des sommets avoisinant les 2 600 mètres :
- à l'ouest : le pic d'Augas (2 213 m), le pic de Cuneille (2 628 m), le pic de Garlitz (2 798 m), le pic de Pêne Abeillère (2 611 m), le pic de Bocou (2 714 m), le pic de Lustou (3 023 m) et le port de Bataillence (2 465 m) permettant le passage vers le vallon de Saux ;
- au sud : le pic de Bataillence (2 604 m), le pic de Marty Caberrou (2 677 m), le pic de Lia (2 778 m), le port de Héchempy (2 451 m), le port du Moudang (2 494 m) permettent le passage vers l'Espagne ;
- à l'est : le picoulet de Couret (2 034 m), le pic de Tramezaigues (2 572 m), le pic d'Aret (2 935 m), le pic de Sarroués (2 826 m), le pic d'Escalet (2 728 m) et le pas de Balthazar (2 829 m) permettant le passage vers la vallée du Rioumajou.

### Hydrographie
La Neste du Moudang, qui est un affluent droit de la Neste d'Aure et qui la rejoint au niveau du pont du Moudang, coule au centre de la vallée ainsi que ses différents affluents : les ruisseaux d'Héchempy, de Pich Héret, de Garlitz, de Pales, de Cagohor, la Neste de Chourrious et un affluent de la Neste d'Aure le ruisseau de Lassas.
On y trouve le lac de Héchempy et le lac de Sarrouès.

## Histoire
Jusqu'au milieu du XXe siècle et la construction de la route du tunnel Aragnouet-Bielsa, la vallée a été très fréquentée par les hommes pour traverser à pied, ou à dos de mulet, la frontière franco-espagnole par le port de Héchempy ou le port du Moudang. En témoignent les granges du Moudang qui servaient d'étape.
En 1910, un câble aérien (le chemin aérien du Moudang) est mis en place par l'ingénieur aragonais, Blas Sorribás Bastarán (es), qui installe un système de rail aérien pour transporter les minerais de plomb argentifère de Parzán au pont du Moudang en traversant la crête frontalière au port de Héchempy. L'installation mesurait plus de 20 kilomètres de long. Les douaniers étaient positionnés au départ et à l’arrivée de la soixantaine de bennes qui transportaient le minerai (et parfois l’huile d’olive et le vin venant d’Espagne). Le câble aval dérailla en 1935 à la station d'angle du Moudang et la réparation ne put être réalisée, signant la fin du chemin aérien. Aujourd’hui on peut y voir les restes des pylônes d'acier.

## Protection environnementale
La vallée du Moudang fait partie d'une zone naturelle protégée, classée ZNIEFF de type 1 : Haute vallée d'Aure en rive droite, de Barroude au col d'Azet.

## Voies de communication et transports
On accède à la vallée du Moudang par la route départementale D 929 depuis la vallée d'Aure. Depuis l'Espagne elle est accessible par le tunnel Aragnouet-Bielsa en provenance de Bielsa jusqu’au pont du Moudang puis suivre un sentier qui mène aux granges du Moudang.